# Chí Trung
Phạm Chí Trung (sinh ngày 8 tháng 11 năm 1961), thường được biết đến với nghệ danh Chí Trung, là một nam diễn viên, người dẫn chương trình kiêm nghệ sĩ hài người Việt Nam.

## Tiểu sử
Chí Trung là con trai của nghệ sĩ Quý Dương và nghệ sĩ violon Phùng Thúy Lan. Chị gái là Phạm Thu Hương - giảng viên dạy piano, em gái là Phạm Quỳnh Trang - thạc sĩ piano, giảng dạy tại Học viện Âm nhạc Quốc gia Việt Nam và em trai út học piano jazz tại Mỹ. Quê ông ở huyện Gia Lâm, Hà Nội. Do truyền thống nghệ thuật của gia đình nên thuở nhỏ Chí Trung bị ép phải học violon. Tuy nhiên sau 4 năm việc học violon không thành công. Học hết trung học, Chí Trung không thi đại học mà thi vào Nhà hát Tuổi trẻ. Ông trúng tuyển vào Nhà hát trong cuộc thi hơn 2000 thí sinh và gắn bó với ánh đèn sân khấu.

## Sự nghiệp
Chí Trung có những thành công với chính kịch. Ông đã có những vai diễn điển hình trong các vở lớn như Romeo trong "Romeo và Juliet", Đôn-sứt trong "Lời thề thứ 9", Tạ Quay trong "Trò đời".
Khán giả biết đến Chí Trung nhiều hơn với vai trò nghệ sĩ hài. Ông từng đóng vai Táo Giao thông nhiều năm trong chương trình Gặp nhau cuối năm. Trong một phỏng vấn, Chí Trung cho rằng sở trường của ông là hài trí tuệ, thể loại chuyển tải thông điệp, triết lý sâu xa đến khán giả.
Trong vai trò là MC, NSƯT Chí Trung tham gia trò chơi truyền hình Những ẩn số vàng được phát sóng trên Đài Phát thanh - Truyền hình Hà Nội.
Chí Trung còn là một diễn viên điện ảnh. Ông thường đóng trong các bộ phim hài như Tết này ai đến xông nhà. Ông còn có những vai diễn ấn tượng trong các bộ phim truyền hình như Kiều nữ và đại gia, Thái sư Trần Thủ Độ. Chí Trung cũng đã đạo diễn một số vở kịch và có những thành công nhất định.
Sau nhiều năm công tác ở Nhà hát Tuổi trẻ, ngày 1 tháng 6 năm 2017, Chí Trung được bổ nhiệm Quyền Giám đốc Nhà hát Tuổi trẻ nhiệm kỳ 2017-2022.
Đến ngày 1 tháng 6 năm 2022, ông chính thức về hưu.

## Một số chương trình truyền hình tham gia

### Những ẩn số vàng
Trong suốt thời gian phát sóng, ông luôn là người dẫn dắt chương trình.

### Lục lạc vàng
Ông dẫn dắt chương trình này thay thế vị trí của diễn viên hài Minh Béo từ số phát sóng ngày 24 tháng 4 năm 2016 cho đến khi chương trình kết thúc vào ngày 15 tháng 4 năm 2018.

### Vui khỏe có ích
Ông dẫn dắt chương trình này thay thế vị trí của MC Trần Ngọc từ số phát sóng cuối năm 2021 cho đến nay.

### Siêu sao ẩm thực
Ông dẫn dắt chương trình này trong khoảng thời gian từ lúc bắt đầu phát sóng cho đến hết đầu năm 2019. Từ ngày 14 tháng 1 năm 2019 cho đến khi chương trình kết thúc vào ngày 15 tháng 7 năm 2019, ông không phải ở vị trí này vì lý do bận việc cá nhân riêng của mình. Người kế nhiệm vị trí của ông là MC Thành Trung.

### Người chơi - Giám khảo - Khách mời
- Bữa trưa vui vẻ - VTV6
- Cà phê sáng -  VTV3
- Ghế không tựa -  VTV6
- Chết cười - VTV3
- Chiếc nón kỳ diệu - VTV3
- Hãy chọn giá đúng - VTV3
- Siêu sao ẩm thực - VTV3
- Ký ức vui vẻ - VTV3
- Siêu trí tuệ Việt Nam - HTV2
- Người một nhà - VTV3
- Giác quan thứ 6 - VTV3
- Robocon 2014 (bình luận viên) - VTV2
- Giờ thứ 9+ (phụ dẫn) - VTV3
- Cuộc hẹn cuối tuần - VTV3
- Đẹp +84 - VTV3
- Xoay cuộc sống xoáy giao thông - VTV3

## Phim
| Năm  | Phim                                 | Vai          |
| ---- | ------------------------------------ | ------------ |
| 1990 | Kiếp phù du                          | Trịnh Tông   |
| 1991 | Tìm em cô ca sĩ                      |              |
| 1996 | Chuyện không đăng báo                | Cơ           |
| 1998 | Ghen                                 | Khích        |
| 1998 | Cửa hàng Lopa                        | Hình         |
| 1999 | Những người săn lùng cái đẹp         |              |
| 1999 | Công ty "co dãn mênh mông"           |              |
| 2000 | Nụ cười người khác                   | Nhiễu        |
| 2002 | Tết này ai đến xông nhà              | Quốc         |
| 2004 | Cái dằm                              |              |
| 2004 | Biển trời mênh mang                  |              |
| 2005 | Nhà Chật                             |              |
| 2008 | Những người độc thân vui vẻ          | Trần Quang   |
| 2008 | Kiều nữ và đại gia                   | Bình Bia     |
| 2008 | Tiền ơi                              |              |
| 2010 | Giao thừa đón lộc vàng               |              |
| 2011 | Đếm ngược cho đến 30                 |              |
| 2011 | Những chàng rể họ lê                 | Thảo         |
| 2012 | Tết siêu Tiết kiệm                   | Chú Quốc     |
| 2013 | Vận May Bất Ngờ                      | Ông Độ       |
| 2013 | Thái sư Trần Thủ Độ                  | Cả Ất        |
| 2014 | Hoa Phượng trắng                     |              |
| 2017 | Hồ sơ lửa: Mật Danh D9               | Chín Tàu Bay |
| 2017 | Gia đình vui nhộn                    | Anh Lết      |
| 2017 | Ghét thì yêu thôi                    | Quang "Quác" |
| 2018 | Yêu thì ghét thôi                    | Quang "Quác" |
| 2022 | Thông gia ngõ hẹp                    | Ông Phúc     |
| 2023 | Lộc Xuân 2                           | Ông Phú      |
| 2024 | Độc đạo                              | Đặng Bá Hưng |
| 2024 | Đội điều tra số 7: Gương mặt vặn vẹo |              |

Hài
- Tiền ơi
- Lộc Xuân 2
- Lộc Xuân 3
- Lộc Xuân 4
- 2025: Đại gia chân đất 15

## Vinh danh
Năm 1997, Chí Trung được phong tặng danh hiệu Nghệ sĩ ưu tú. Năm 2013, tại Liên hoan các vở diễn của Lưu Quang Vũ, ông được trao "Giải thưởng dành cho đạo diễn" cho vở kịch Mùa hạ cuối cùng.

## Sở thích
Ngoài nghệ thuật, Chí Trung còn có niềm đam mê sưu tầm đồ cổ. Ông có một bộ sưu tập lên đến hơn một nghìn món cổ vật. Chí Trung còn yêu thích bóng đá, ông là fan hâm mộ của câu lạc bộ bóng đá Manchester United. Ngoài ra, ông là Chủ tịch Hội cổ động viên của câu lạc bộ Hà Nội T&T.

## Đời tư
Chí Trung kết hôn với Ngọc Huyền, cũng là một nghệ sĩ kịch của Nhà hát Tuổi trẻ. Cả 2 người gặp nhau từ năm 18 tuổi. Hai người đã có một con gái và một con trai; cả hai con đều không theo con đường nghệ thuật như bố mẹ. Tuy nhiên, sau 30 năm chung sống, hai người đã chính thức ly hôn đầu năm 2018.
Hiện nay, Chí Trung đang có quan hệ tình cảm với á hậu, doanh nhân Ý Lan.